# غريغ جولي
غريغ جولي هو لاعب هوكي الجليد كندي، ولد في 30 مايو 1954 في روكي ماونتن هاوس ‏ في كندا.

## وصلات خارجية
- غريغ جولي على موقع دوري الهوكي الوطني (الإنجليزية)
- غريغ جولي على موقع قاعة مشاهير الهوكي (لاعب أن.إتش.أل) (الإنجليزية)
- غريغ جولي على موقع EliteProspects.com (الإنجليزية)
- غريغ جولي على موقع HockeyDB.com (الإنجليزية)
- غريغ جولي على موقع Hockey-Reference.com (الإنجليزية)